# Calibelemnon indicum
Calibelemnon indicum är en korallart som först beskrevs av Thomson och Henderson 1906.  Calibelemnon indicum ingår i släktet Calibelemnon och familjen Chunellidae. Inga underarter finns listade i Catalogue of Life.